# Невеста по почте (фильм, 2003)
«Невеста по почте» (англ. Mail Order Bride) — американская комедия 2003 года режиссёра Роберта Капелли младшего с Иваной Миличевич в главной роли.

## Сюжет
Энтони Сантини, племянник нью-йоркского босса мафии Тони Сантини, отправляется в Россию, чтобы найти великолепную «невесту, заказанную по почте», которая обманула пятерых потенциальных женихов, кинув их на деньги, но один из них является частью «семьи». Энтони должен найти красавицу и наказать. Он приезжает в Москву, где с помощью сына босса русской мафии Ивана начинает поиск…

## В ролях
- Роберт Капелли мл. — Энтони Сантини
- Ивана Миличевич — Нина
- Арти Лэнг — Томми
- Слава Шут — Иван
- Стивен Огг — Павел
- Винсент Пасторе — Тути
- Дэнни Айелло — Тони Сантини, босс мафии
- Николай Чиндяйкин — дядя Петя
- Яна Шивкова — Оксана
- Сергей Юшкевич — Владимир
- Фрэнк Горшин — русский врач
- Александр Яковлев — босс русской мафии
- Юрий Думчев — водитель
- Александр Лазарев — игрок в карты
- Валентин Смирнитский — игрок в карты
- Роман Мадянов — игрок в карты
- Чарльз Грэйди — сотрудник ФБР
- Игорь Шафранов — сотрудник ФБР
- Винс Виверито — Ларри
- Александр Пашутин — таксист
- Ирина Домнинская — кассирша
- Эвелина Блёданс — танцовщица
- Любовь Толкалина — танцовщица
- Анатолий Белый — танцор
- Андрей Мерзликин — танцор

## Рецензии
- Frank Scheck — Mail Order Bride // The Hollywood Reporter, Dec 1, 2003
- Stephen Holden — Mail Order Bride // The New York Times, Nov. 21, 2003
- Невеста по почте / Mail Order Bride (2003) // ЖЖ «ru-klukva-ru»